# Armuña de Tajuña
Armuña de Tajuña ist ein Ort und eine Gemeinde (municipio) mit 264 Einwohnern (Stand: 2024) im Südwesten der Provinz Guadalajara in der Autonomen Gemeinschaft Kastilien-La Mancha. 

## Lage und Klima
Armuña de Tajuña liegt in einer Höhe von ca. 710 m in der Kulturlandschaft der Alcarria. Die Entfernung zur nordwestlich gelegenen Provinzhauptstadt Guadalajara beträgt ca. 15 Kilometer (Fahrtstrecke). Das Klima ist gemäßigt bis warm; Regen (578 mm/Jahr) fällt übers Jahr verteilt.

## Bevölkerungsentwicklung
| Jahr      | 1970 | 1981 | 1991 | 2001 | 2011 | 2021 |
| Einwohner | 127  | 92   | 98   | 107  | 273  | 240  |

## Sehenswürdigkeiten

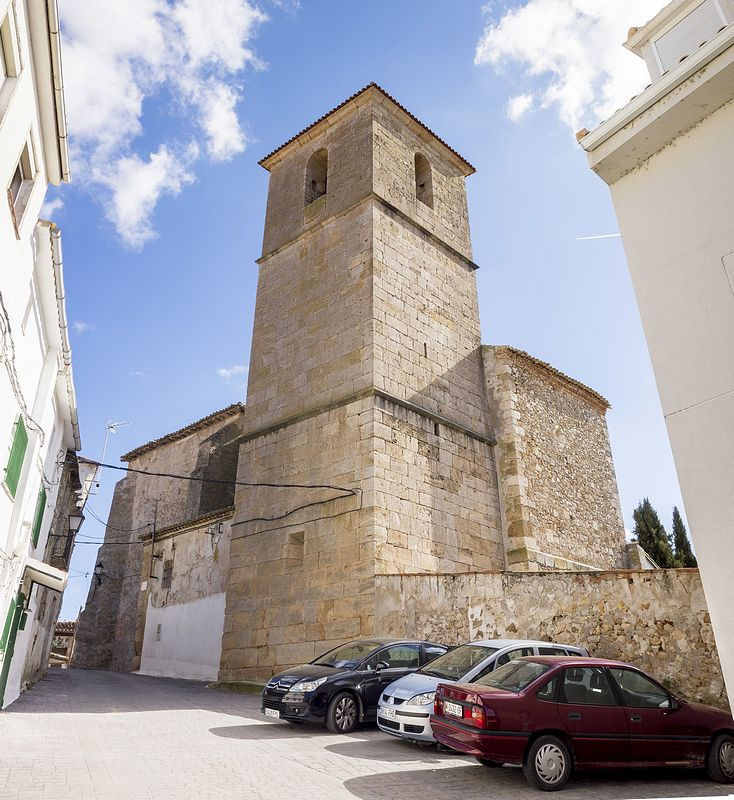
Martinskirche
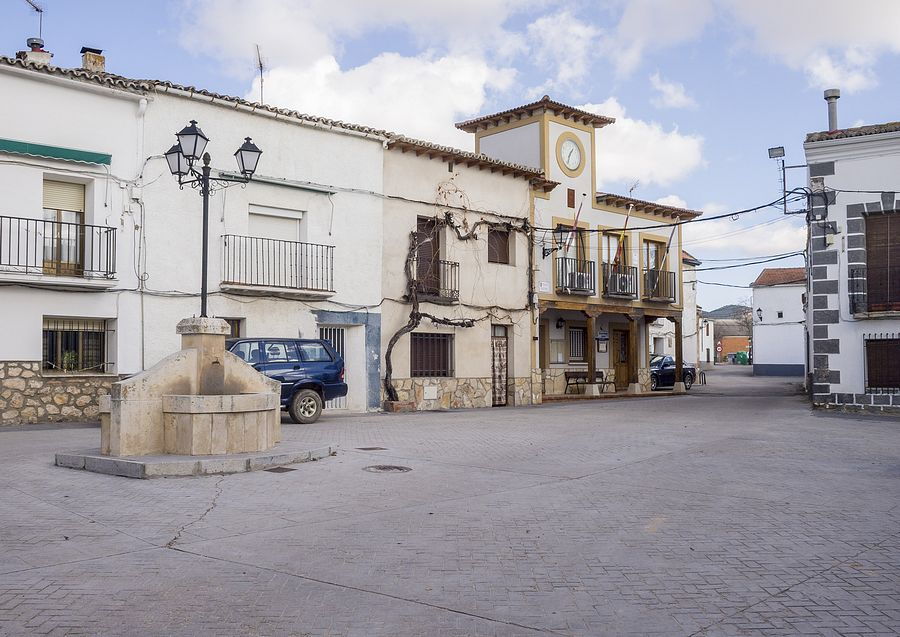
Rathaus

- Martinskirche
- Rathaus